# LZ 36

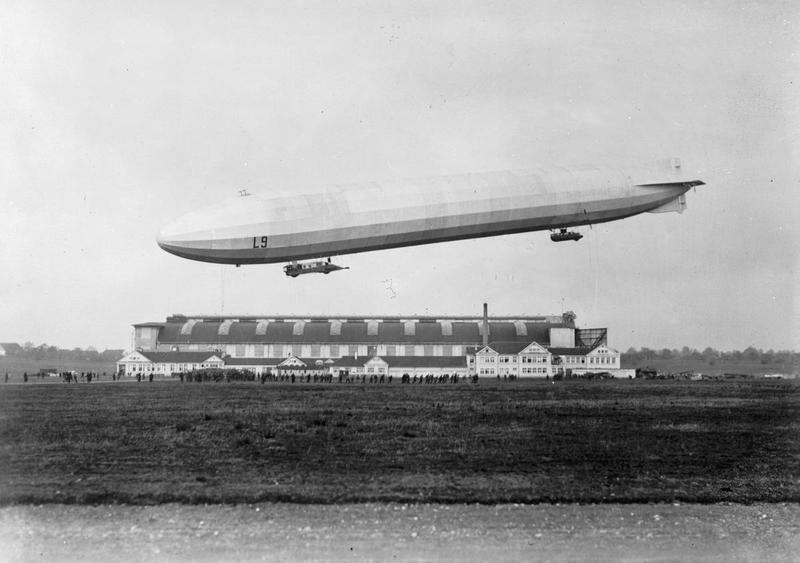
Marine-Luftschiff L 9

Der Zeppelin LZ 36 war das 36. Luftschiff des Grafen Zeppelin und das neunte Luftschiff der Kaiserlichen Marine.

## Geschichte
Die erste Fahrt von LZ 36 fand am 8. März 1915 statt. Die Marine übernahm das Luftschiff unter der militärischen Kennung L 9. 
LZ 36 war der erste Zeppelin mit geschlossenen Gondeln und einem Laufgang zwischen beiden Gondeln im Inneren des Schiffes, wegweisend für die weitere Entwicklung im Luftschiffbau.
Das Luftschiff fuhr Aufklärung, zwang englische U-Boote durch Bombenangriffe zum Abtauchen und fuhr Luftangriffe auf England. 
Der Bombenangriff auf Hull von L 9 in der Nacht vom 6. Juni auf den 7. Juni 1915 traf Wohnhäuser und Gewerbebetriebe und tötete 24 Menschen. 40 Gebäude wurden zerstört. Die etwa 1000 Menschen starke deutsche Gemeinde der etwa 290.000 Einwohner großen Hafenstadt hatten ihrerseits unter der Vergeltung der englischen Bevölkerung der Stadt zu leiden.
Ab 19. Oktober 1915 war Kapitänleutnant Martin Dietrich Kommandant des Luftschiffes.

## Ende von LZ 36/L 9
Am 16. September 1916 verbrannte L 9, zusammen mit L 6, beim unsachgemäßen Nachfüllen von Traggas, welches sich entzündete, in seiner Halle in Fuhlsbüttel.

## Technische Daten
- Traggasvolumen: 24.900 m³ Wasserstoff
- Länge: 161,40 m
- Durchmesser: 16,00 m
- Nutzlast: 11,1 t
- Antrieb: drei Maybach-Motoren von je 210 PS (154 kW)
- Geschwindigkeit: 23,6 m/s

## Trivia
Im Spielfilm Zeppelin (1971) von Ètienne Perrier mit Michael York und Elke Sommer in den Hauptrollen spielt das Luftschiff LZ 36 als Fahrzeug des deutschen Geheimdienstes eine entscheidende Rolle. Mit Hilfe von LZ 36 wollen die Deutschen im Ersten Weltkrieg die Magna Carta erbeuten. Die im Film gezeigten Nachbauten der Führergondel sowie Modelle des Luftschiffes entstanden nach historischen Plänen und Fotografien unter der Leitung des ehemaligen Chefkonstrukteurs der Luftschiffbau Zeppelin, Friedrich Sturm.